# 錫西里省
錫西里省（法語：Sissili）是布基納法索中西大區南部的一個省，面積7,136平方公里。2006年人口212,628人。首府萊奧。
本區下轄七縣。